# عرب أمريكا
العرب الأمريكيون هم العرب المقيمون في الولايات المتحدة الأمريكية، ومنهم 80% حاصلين على الجنسية الأمريكية. ينحدر العرب الأمريكيون غالبًا من البلاد العربية والتي تتكون من 22 دولة بدءا من عمان في أقصى الشرق الجنوبي للعالم العربي حتى موريتانيا في أقصى غرب أفريقيا.
%62 من العرب الأمريكيين من بلاد الشام (سوريا، ولبنان، وفلسطين (توضيح)، والأردن)، ومن أصل مصري يشكلون 11% من العرب الأمريكيين. العرب من العراق، واليمن، ودول المغرب العربي والدول العربية الأخرى يكونون النسبة الباقية من العرب الأمريكيون وهي 27%. أكبر التجمعات العربية في أمريكا موجودة في ولايات كاليفورنيا، ميشيغان، ونيويورك.
يكون العرب المسيحيون ما نسبته 63% بينما يكون المسلمون 24% من العرب الأمريكيين ويشكل أتباع الأديان الأخرى واللادينيون حوالي 13%. يصنف العرب الأمريكيون على انهم عرق أبيض من الحكومة ودائرة الإحصاء الأمريكية.
وتعتبر الجالية العربية في الولايات المتحدة جالية ناجحة، فحوالي 61% منهم حملة شهادات علمية عليا، ولديهم نسب عالية في المهن الحرة والطبية والهندسة، كما ان متوسط دخل الأُسر الأميركية من أصل عربي في عموم الولايات المتحدة يتجاوز 54 ألف دولار سنوياً، متفوقاً بذلك على مستوى دخل الأسر الأميركية الأخرى والبالغ 43.6 ألف دولار سنوياً.

## بعض العرب الأمريكيون

### أدباء وصحفيون
- جبران خليل جبران، شاعر (لبناني)
- هيلين توماس، صحفية
- ليلى العلمي، كاتِبة وَروائية.
- عمرو واكد، ممثل
- مهدي شاكر العبيدي، صحفي و اديب

### سياسيون
- رالف نادر، سياسي ومدافع عن حقوق المستهلك (من أصل لبناني)
- راي لحود، وزير النقل الأمريكي الحالي (من أصل لبناني)
- جيمس أبو رزق، عضو مجلس النواب
- دونا شلالا، وزيرة الصحة الأمريكية ورئيسة جامعة ميامي (من أصل لبناني)
- جورج ميتشل، سياسي
- تشارلز بستاني، عضو مجلس النواب الأمريكي عن إحدى مقاطعات لويزيانا (2005 - الآن) (من أصل لبناني)
- ميتش دانييلز، حاكم ولاية إنديانا (2005 - الآن) (من أصل سوري))
- مايكل منير، سياسي (مصري)
- جوليا نيشوات، سياسية (أردنية)
- دينا باول، سياسية (مصرية)

### علماء
- أحمد زويل، عالم كيمياء وحاصل على جائزة نوبل في الكيمياء سنة 1999 (مصري)
- إلياس جيمس خوري، عالم كيمياء حائز على جائزة نوبل في الكيمياء سنة 1990 (من أصل لبناني)
- مايكل دبغي، جراح (من أصل لبناني)
- فاروق الباز، عالم جيولوجيا (مصري)
- غادة المطيري، عالمة بمجال تقنية النانو (من أصل سعودي)
- شارل العشي، عالم فضاء ومدير مختبر الدفع النفاث (لبناني)
- إلياس زرهوني، مدير معاهد الصحة الوطنية الأمريكية (2002 - 2008)

### رجال أعمال
- ستيف جوبز، رائد أعمال ومؤسس مشارك لشركة آبل (من أصل سوري)

### مهن أخرى
- إدوارد سعيد، مفكر (فلسطيني)
- مصطفى العقاد، مخرج ومنتج سينمائي (سوري)
- ميتش جونيور
- عمر الشريف، ممثل (مصري)
- طوني شلهوب، ممثل (من أصل لبناني)
- جيمس زغبي، مدير المعهد العربي الأمريكي (من أصل لبناني)
- ريما فقيه، ملكة جمال أمريكا 2010 (لبنانية)
- مساري، مغني (من أصل لبناني)
- هشام فقيه ممثل كوميدي وناشط اجتماعي (سعودي)
- دي جي خالد دي جي (من أصل فلسطيني)
- فرنش مونتانا رابر (من أصل مغربي)

## وصلات خارجية
- أمريكيون عرب متميزون أكتوبر نوفمبر 2008 الشندغة،
- المعهد الأمريكي العربي
- المتحف العربي الأمريكي القومي
- "صدى الوطن" صحيفة أميركية عربية في ولاية ميشيغن (عربي/إنجليزي)
- أطباء عرب في أمريكا
- التركيبة الديموغرافية للعرب الأمريكان (إنجليزي)
- صور نمطية عربية (إنجليزي)